# Burton's Gentleman's Magazine
Le Burton's Gentleman's Magazine, ou plus simplement le Burton's Magazine, est une revue littéraire fondée à Philadelphie (Pennsylvanie) en 1837. Son fondateur est William Evans Burton, un Anglais immigré aux États-Unis, également acteur mineur et directeur de théâtre. Edgar Allan Poe y collabore à partir de 1839.

## Historique
Le magazine publie des poèmes, des œuvres de fiction et des essais, tout en mettant l'accent sur la vie sportive. Des articles sont consacrés à la voile, le cricket, la chasse, etc. Afin de rivaliser avec d'autres magazines de l'époque, le Burton's est illustré et publié sur un papier plus épais que la normale.

### Edgar Allan Poe

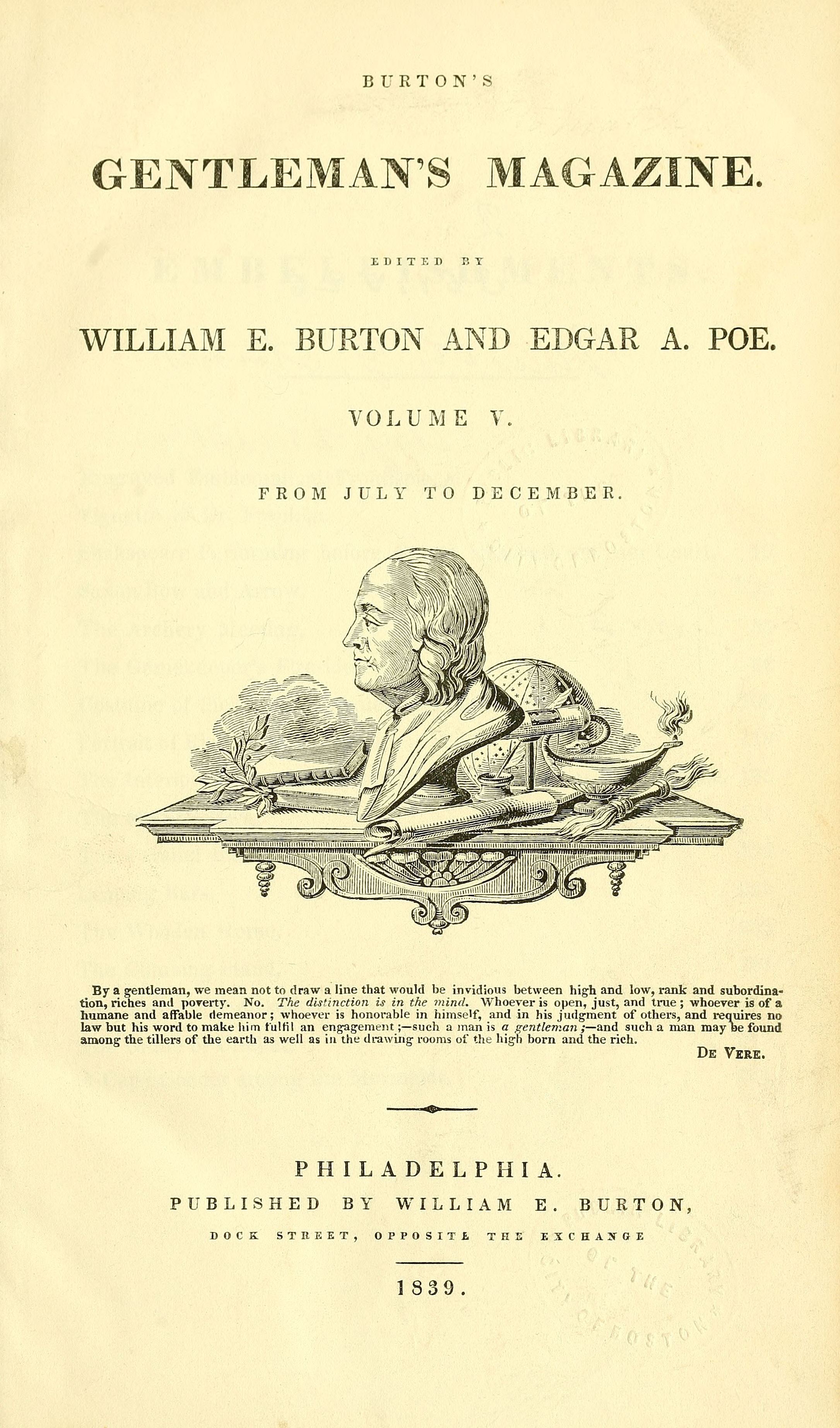
Frontispice du numéro de juillet-décembre 1839, avec les noms de Burton et de Poe.

Edgar Allan Poe est, en 1839, le plus célèbre contributeur et, pendant un temps, le rédacteur en chef du magazine. Le numéro de juin 1839 du Burton's comprend un avis annonçant que son propriétaire a « pris un arrangement avec Edgar A. Poe, Esq., ancien rédacteur en chef du Southern Literary Messenger, afin qu'il consacre ses capacités et son expérience à une partie des tâches de rédaction du Gentlemen's Magazine ». Poe accepte de fournir 11 pages originales par mois pour un salaire de 10 dollars par semaine, son nom étant ajouté à côté de celui de Burton. Dans le Burton's, Poe publie plusieurs de ces contes les plus connus, comme L'homme qui était refait, La Chute de la maison Usher, William Wilson, Morella.
En 1841, Burton vend le magazine à George Rex Graham. Après une fusion avec le Atkinson's Casket, il devient le Graham's Magazine.